# Extrema izquierda en el Reino Unido

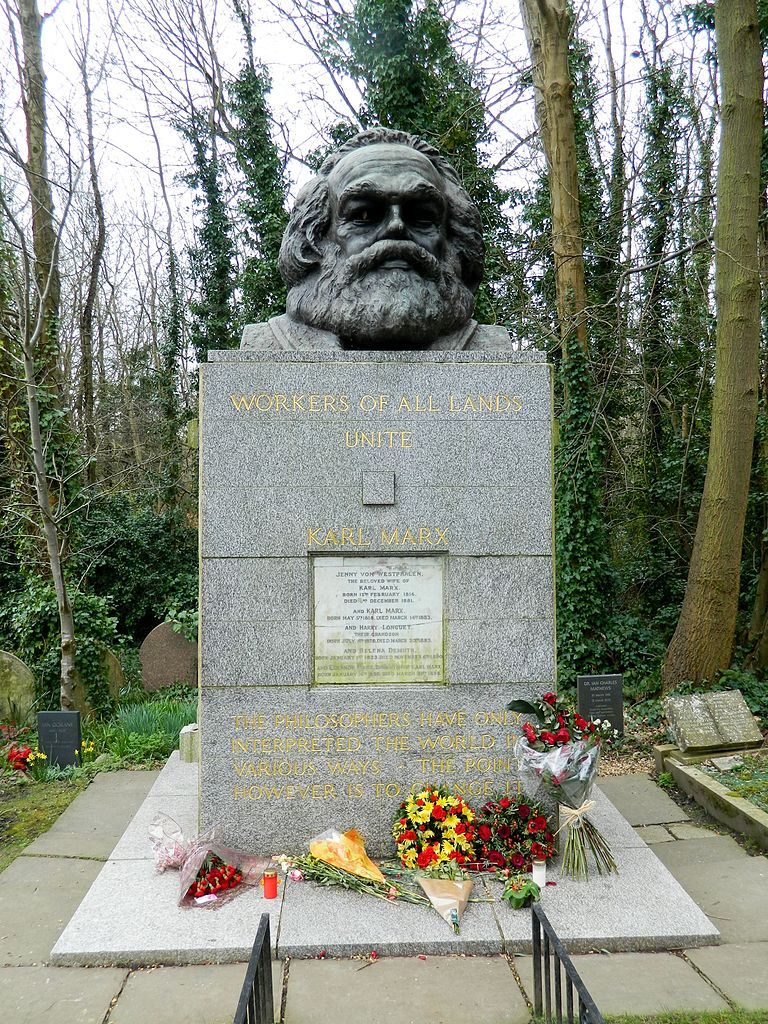
Tumba de Karl Marx en Cementerio de Highgate, Londres. Muchas organizaciones de extrema izquierda han surgido a partir de sus ideas.

La extrema izquierda en el Reino Unido ha existido por lo menos desde finales del siglo XIX, con la formación de varias organizaciones de ideologías socialistas revolucionarias, anarquistas y sindicalistas, entre otras. Tras la Revolución de Octubre de 1917 surgieron nuevas organizaciones que se apoyaron en el marxismo-leninismo, el comunismo de izquierdas y el trotskismo. A partir de la Revolución china de 1949 y las reformas llevadas a cabo por líderes como Mao Zedong en China o Enver Hoxha en Albania, emergieron grupos maoístas y hoxhaístas. Diversos cismas políticos dentro de estas ideologías crearon un gran número de nuevas organizaciones políticas a finales del siglo XX.

## Definición
Ian Adams, en su libro Ideología y política en Gran Bretaña hoy en día define a la extrema izquierda británica como aquellas organizaciones políticas que están "comprometidas con el marxismo revolucionario" Llama específicamente "comunistas ortodoxos" a "aquellos influidos por el marxismo de Nueva Izquierda de los años 60, seguidores de Trotsky, de Mao Tse-tung, de Fidel Castro, e incluso Enver Hoxha." Declara que a pesar de que la extrema izquierda británica es "altamente compleja", la división principal es entre comunistas ortodoxos (por ejemplo: marxistas-leninistas o estalinistas) y trotskistas. John Callaghan se centra de igual manera en su libro La extrema izquierda en la política británica en las cinco organizaciones marxistas más grandes: el denominado Partido Comunista "oficial" y en los cuatro grupos trotskistas más influyentes. Aun así, Evan Smith en Against the Grain: la extrema izquierda británica usa el término "extrema izquierda" "para agrupar a todas las corrientes políticas a la izquierda del Partido Laborista", incluyendo a los grupos anarquistas

## Historia

### Contexto y primeros grupos: 1881-1920

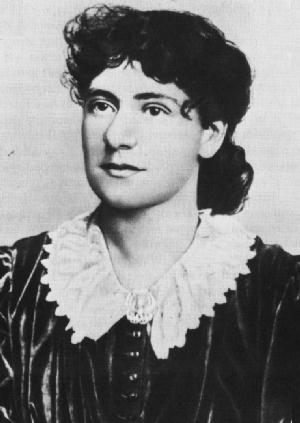
Eleanor Marx era una miembro de los primeros partidos marxistas de Gran Bretaña.

Los grupos políticos marxistas han estado activos en Gran Bretaña desde mediados del siglo XIX, empezando con la Liga Comunista. Aun así, el primer partido político nacional abiertamente marxista en Gran Bretaña fue la Federación Socialdemócrata (SDF, por sus siglas en inglés), fundado por Henry Hyndman en 1881 como la Federación Democrática, y rebautizado a partir de la anexión de la Liga de la Emancipación Laboral (LEL) en 1884. Karl Marx y Friedrich Engels no participaron en la nueva organización "marxista" pero el SDF tuvo entre sus miembros durante un tiempo a Eleanor Marx, hija de Karl Marx, antes de que ella, su marido Edward Aveling, William Morris y el LEL se escindieran para formar la libertaria Liga Socialista . Ambos partidos destacaban por no estar dispuestos a colaborar con partidos "burgueses" como el Partido Liberal, pero diferían en el hecho de presentarse a las elecciones, dado que una mayoría de la Liga Socialista se oponía a esto. El SDF se presentó a las elecciones de 1885, pero con poco éxito.
Más o menos por esas fechas, surgieron grupos socialistas reformistas menos radicales, como la Sociedad Fabiana  (1884) y Partido Laborista Independiente (1893). Este último no comulgaba con la ideología del socialismo científico que había tomado el SDF e incluyó a un número significativo de socialistas cristianos. Estas tres organizaciones se presentaron en coalición bajo el nombre de Comité de Representación Laborista en 1900. Esto causó tensiones y fracturas en el seno del SDF.
La Federación Socialdemócrata empezó a fracturarse debido al debate sobre el reformismo progresivo, además de por la segunda Guerra de los Bóeres en 1899. El mismo Hyndman estaba bastante poco contento con la idea de oponerse a esta guerra. El hecho que causó la escisión de una porción significante del partido fue el debate que tuvo lugar en el Quinto Congreso de la Segunda Internacional en París, sobre la entrada del marxista Alexandre Millerand en el gobierno "burgués" de Francia. Aquellos que se opusieron, conocidos como "imposibilistas", llamaban a sus contrarios "oportunistas" que estaban traicionando los objetivos de la revolución mediante la colaboración entre clases. Dos grupos significativos rompieron con el SDF debido a esto: el deleonista Partido Laborista Socialista (SLP, formado en 1903) de Neil Maclean y el Partido Socialista de Gran Bretaña (SPGB, fundado en 1904). Al SLP también se unió James Connolly, famoso republicano irlandés.
El periodo previo a la Primera Guerra Mundial vio una renovación de la militancia industrial fuera de la política parlamentaria a la que tanto caso hacía el Partido Laborista. La Liga industrialista y los Trabajadores Industriales de Gran Bretaña surgieron entre 1908 y 1909 a partir del grupo de los Partidarios Británicos del Sindicalismo Industrial, fundada por la SLP. La Liga Industrial Sindicalista de Educación fue formada al año siguiente por miembros disidentes del SDF.
El SDF finalmente se transformó en un nuevo partido marxista, el Partido Socialista Británico (BSP), junto con algunos miembros del ala izquierda del ILP liderados por Hyndman . Con la llegada de la  Primera Guerra Mundial surgió el conflicto entre facciones nacionalistas y partidarias de la defensa nacional, con Hyndman tomando posiciones nacionalistas. Vladimir Lenin, quién había visitado Londres seis veces entre 1902 y 1911, criticó su postura y apoyó a los internacionalistas. Este conflicto alcanzó su culmen en 1916, cuándo Hyndman se vio superado numéricamente y dejó el BSP para fundar el Partido Socialista Nacional, mientras sus oponentes internacionalistas Zelda Kahan y Theodore Rothstein apoyaron la Conferencia de Zimmerwald. Entre 1916 y 1920, el Partido Socialista Británico fue el partido comunista más grande en Gran Bretaña y, aunque se unió al Partido Laborista para las elecciones generales de 1918, fue poco después uno de los grupos fundadores más grandes del Partido Comunista de Gran Bretaña.

### El marxismo-leninismo en Gran Bretaña: 1920-1947

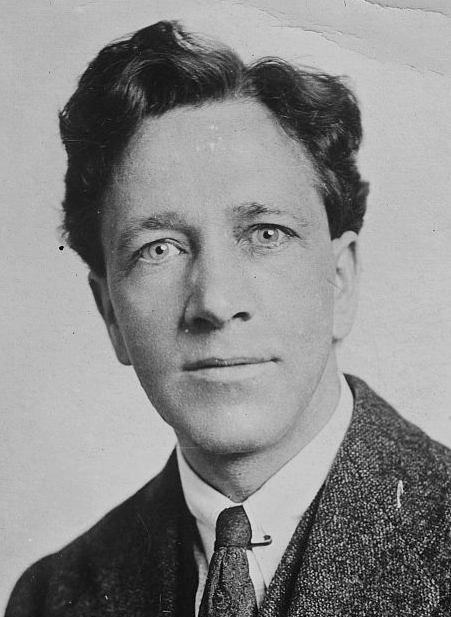
Arthur MacManus fue el primero presidente del Partido Comunista de Gran Bretaña.

El Partido Comunista de Gran Bretaña (CPGB) fue oficialmente establecido en 1920 como la sección británica de la Internacional Comunista  (también conocida como la Tercera Internacional) y adoptó las teorías de leninismo. La mayor parte de sus miembros provinieron del Partido Socialista Británico; el cual era controlado por la facción internacionalista que había echado a Hyndman en 1916. Otros grupos implicados fueron el Grupo Comunista de Unidad (principalmente en Glasgow), el cual se había separado del Partido Laborista Socialista, representado por  Arthur MacManus, Tom Bell y William Paul; y también la Sociedad Socialista del Sur de Gales, el cual consistía principalmente de mineros de carbón.
Aun así la unidad no fue unánime, ya que algunos otros grupos fueron fundados al margen del CPGB: el Partido Comunista de Gales del Sur y el Oeste de Inglaterra, el Partido Laborista Comunista (con base en Escocia, con John Maclean en sus filas) y el Partido Comunista (Sección Británica de la Tercera Internacional) (con el apoyo de la sufragista Sylvia Pankhurst). También surgió la Liga Comunista de Guy Aldred, la cual no solo incluyó a marxistas, también a anarcocomunistas . Para enero de 1921, la mayoría de estos grupos se habían unido al CPGB, con la excepción de la Liga Comunista, la cual dio lugar a la Federación Comunista Antiparlamentaria (opuesta al leninismo).

Los líderes del Partido Laborista estaban poco entusiasmados por la Revolución de Octubre, y esto ayudó a exacerbar las tensiones preexistentes entre el laborismo y la extrema izquierda. A partir de 1900, uno de los temas clave que partieron a la extrema izquierda británica fue la actitud hacia un Partido Laborista basado en los sindicatos, y tales divisiones no se habían visto disminuidas tras la formación de dicha organización. La falta de entusiasmo de los líderes laboristas por la revolución bolchevique fue, por lo tanto, la gota que colmó el vaso para muchos partidarios del Partido Socialista Británico
Andrew Thorpe

Estudios realizados sobre este periodo han desvelado que, en términos de participación, las naciones celtas (Irlanda, Escocia y Gales) estaban sobrerrepresentadas, mientras que los ingleses se vieron infrarrepresentados en los inicios del comunismo británico. En particular, los comunistas obtuvieron muchos apoyos entre los galeses del valle delRhondda y los escoceses de Fife Occidental (zonas de importante actividad minera en aquella época). Algunos miembros de la diáspora católica irlandesa, especialmente en las grandes ciudades industriales de Gran Bretaña, también tuvieron una participación considerable. Además de esta clara tendencia "celta", en el East End de Londres (zona de Hackney, Whitechapel y Bethnal Green) destacó la participación de la diáspora judía, que habían escapado recientemente de los pogromos de la Rusia Imperial. John Maclean; el revolucionario más apreciado por Lenin y los bolcheviques rusos; no participó de manera alguna en el CPGB. Afirmaba que el primer miembro del parlamento del CPGB, Cecil L'Estrange Malone, y la figura más importante del Partido, Theodore Rothstein, eran "espías de la policía", a lo que ellos respondieron afirmando que Maclean había enloquecido en prisión. En 1923 Maclean murió, poniendo fin a la disputa.
La extrema izquierda recibió mucha atención antes de las elecciones generales de 1924, debido a la aparición de la  "carta Zinoviev" en el Daily Mail. El gobierno laborista de Ramsay MacDonald había reconocido como legítimo al gobierno soviético ese mismo año, y en la carta, supuestamente escrita por Grigory Zinoviev (líder del Comintern) a Arthur MacManus, se afirmaba que mejorar las relaciones entre Reino Unido y la URSS tendría el efecto de "revolucionar al proletariado internacional y británico no menos que un alzamiento exitoso en cualquiera de los distritos de Inglaterra". La prensa conservadora afirmó que MacDonald y los laboristas eran un caballo de Troya para el bolchevismo. Por su parte, Zinoviev negó ser el autor de la carta, pero la mayoría de la población de Reino Unido creía lo contrario. No sería hasta finales de la década de 1960 que varios investigadores cuestionaron su autenticidad completamente. Hoy en día se considera que todo fue un acto de falsificación. Varios activistas, incluyendo a Albert Inkpin pasaron tiempo entre rejas por Ley de acusación de rebelión de 1797 a mediados de los años 1920.
Por entonces, en la Unión Soviética, Iósif Stalin ascendió al poder y desarrolló las políticas de estalinismo; las cuales fueron defendidas por la cúpula del CPGB. Posteriormente emergieron divisiones internas, cuando surgió la Liga Comunista, el primer grupo oficialmente trotskista (apoyado por el mismo León Trotski y su Oposición de Izquierda), en 1932. Algunos comunistas participaron en la Liga Contra el Imperialismo, cuyo principal objetivo era atacar a los imperios coloniales de Reino Unido y Francia. En los años 1930, los comunistas también trabajaron dentro del Comité de Política Revolucionaria y del Gremio de la Juventud, dentro del Partido Laborista Independiente (ILP), en la Liga Laborista de la Juventud, y en organizaciones cercanas al laborismo como la Liga Socialista y el Partido Socialista Escocés
En Europa, las alternativas comunistas al liberalismo se vieron enfrentadas al ultranacionalismo, incluyendo variantes locales como la Unión Británica de Fascistas, quienes tuvieron numerosos episodios de violencia contra el CPGB (destacando la Batalla de Cable Street en 1936). El CPGB organizó el Batallón Británico de las Brigadas Internacionales, participando en la Guerra civil española del lado del gobierno legal y leal a la República. Participaron en las batallas más importantes de la misma (Jarama, Belchite, Teruel, Ebro), mandando a un total de 2000 voluntarios y perdiendo a 490 y 1200 heridos graves. Entre 1939 y 1941 estuvo vigente el Pacto Mólotov-Ribbentrop. Dado que el secretario general del CPGB Harry Pollitt apoyó la declaración de guerra de Inglaterra a Alemania, este fue reemplazado por Rajani Palme Dutt. Con el comienzo de la Operación Barbarroja, la posición del Partido cambió rápidamente: los marxistas-leninistas empezaron a apoyar a los Aliados en la Segunda Guerra Mundial contra las potencias del Eje. Como consecuencia de esta cambio, Pollit retomó el liderazgo del CPGB.
La situación entre los trotskistas británicos era aún más complicada. Dos grupos competían entre sí: la Liga Socialista Revolucionaria (RSL) (representantes oficiales de la Cuarta Internacional, formada a partir de la unión de varios grupos surgidos de la Liga Comunista) y la Liga Internacional de los Trabajadores (WIL). Los trotskistas discutían sobre si la URSS merecía ser apoyada durante el estalinismo. La WIL estaba a favor de la guerra, mientras la RSL presentaba más fracturas internas: los líderes adoptaron la Política Militar-Proletaria de Trotski, mientras la corriente interna conocida como "Fracción de Izquierdas" apoyaron el derrotismo revolucionario. Los trotskistas fueron atacados por el CPGB con el panfleto "Clear Out Hitler's Agents" (Desalojar a los agentes de Hitler, en español). Los trotskistas se unificaron en el Partido Comunista Revolucionario en 1944 . La victoria de los aliados en la guerra dejó al CPGB en una posición muy favorable, llegando a salir elegidos dos parlamentarios comunistas en las elecciones de 1945.

### Inicios de la Guerra Fría: 1947-1968
Tras la derrota de las potencias del Eje y el breve periodo de prominencia pública del CPGB, el sistema político internacional se realineó a inicios de la Guerra Fría, enfrentando al Bloque Occidental, liderado por los Estados Unidos, contra el Bloque del Este, liderado por la Unión Soviética. Uno de los principales motores de esta contienda fue la lucha entre las ideologías marxistas-leninistas y capitalistas. Como la mayoría de las potencias occidentales, en Gran Bretaña proliferaron las polémicas anticomunistas en los años 50. No solo surgieron ataques hacia el comunismo desde la derecha conservadora, sino que personajes importantes del Partido Laborista, tales como Ernest Bevin, veían a los Estados Unidos como un aliado. En parte debido a la histeria anticomunista de por entonces, el CPGB creó su programa El camino británico hacia el Socialismo (reemplazando al anterior programa Por una Gran Bretaña soviética), en el que se afirmaba que el partido apoyaba una vía democrática hacia el socialismo, con el liderazgo de la clase trabajadora a trabes del movimiento sindical. Durante la Guerra Fría también proliferó el espionaje y el contraespionaje entre ambos bloques. En Gran Bretaña, destacaron dos grupos de agentes que trabajaron para la NKVD y la KGB soviéticas: los Cinco de Cambridge (sobre todo Kim Philby) y la red de espías de Portland.
Mientras que había habido grupos trotskistas antes de los años 50, durante esta época las figuras clave del mismo dieron un paso adelante y definieron el trotskismo británico durante décadas, liderándolo hasta convertirse en el movimiento de extrema izquierda más prominente (debido en parte por el declive del marxismo-leninismo. Personajes como Gerry Healy, Ted Grant y Tony Cliff fundaron sus propias organizaciones. El Partido Comunista Revolucionario se fracturó por el debate sobre el entrismo en el Partido Laborista y sobre como enfocar la Guerra Fría, acabando en la unión con el grupo entrista "El Club" en 1950. Cliff y Grant se separaron ese mismo año, formando el Grupo de Revisión Socialista y el Grupo Socialista Internacional (el cual se uniría a la Liga Socialista Revolucionaria más adelante), respectivamente El Partido Laborista prohibió la revista de "El Club", La Perspectiva Socialista, en 1959. Fueron asociados con el Comité Internacional de la Cuarta Internacional, liderado por Healy. Fueron capaces de cazar a algunos miembros del CPGB antes de que la tendencia fuera fracturada y desmoralizada por el discurso de Nikita Jrushchov, Acerca del culto a la personalidad y sus consecuencias, en 1956.
Según George Matthews, Jrushchov alcanzó un acuerdo con el CPGB para proveerles con una donación anual secreta de más de 100 000 libras esterlinas en billetes usados. Aun así, el año 1956 supuso un año decisivo para el CPGB. No solo tuvieron que soportar las consecuencias del susodicho discurso, el cual atacaba directamente al legado de Iósif Stalin; la respuesta soviética a la Revolución Húngara de 1956 hizo que algunos comunistas británicos se sintieran incómodos, resultando en una bajada en el número de miembros. Una de las bajas más significantes fue la dimisión de varios intelectuales del grupo de historiadores del Partido Comunista (con la excepción de Eric Hobsbawm), quienes se declararon contra los "tankies". Fundaron la corriente de la New Left; E. P. Thompson y John Saville fundaron el New Reasoner, el cual se convirtió más adelante en el New Left Review. Se asociaron con el grupo pacifista de la Campaña para el Desarme Nuclear. La New Left fue cofundada por Suart Hall, inspirado por las ideas de Antonio Gramsci. Hall tuvo un papel fundamental en la introducción de políticas de identidad, tales como los estudios culturales, y ha sido nombrado el "padrino del multiculturalismo".
Para los marxistas-leninistas más radicales, los cuales lamentaron lo que consideraban una calumnia revisionista contra Stalin, la ruptura sinosovietica les permitió alinearse con el Partido Comunista de China y Mao Zedong, en contraposición a la línea soviética de Jrushchov. En 1963, el "Comité para la Derrota del Revisionismo, por la Unidad Comunista". Aun así ellos, así como futuros grupos maoístas, mantuvieron pequeñas facciones en los partidos de extrema izquierdas que más adelante se escisindirían. En las siguientes décadas fueron los trotskistas quienes se beneficiaron más de la decadencia del CPGB.

### La generación del 68 y los trotskistas: 1968-1991

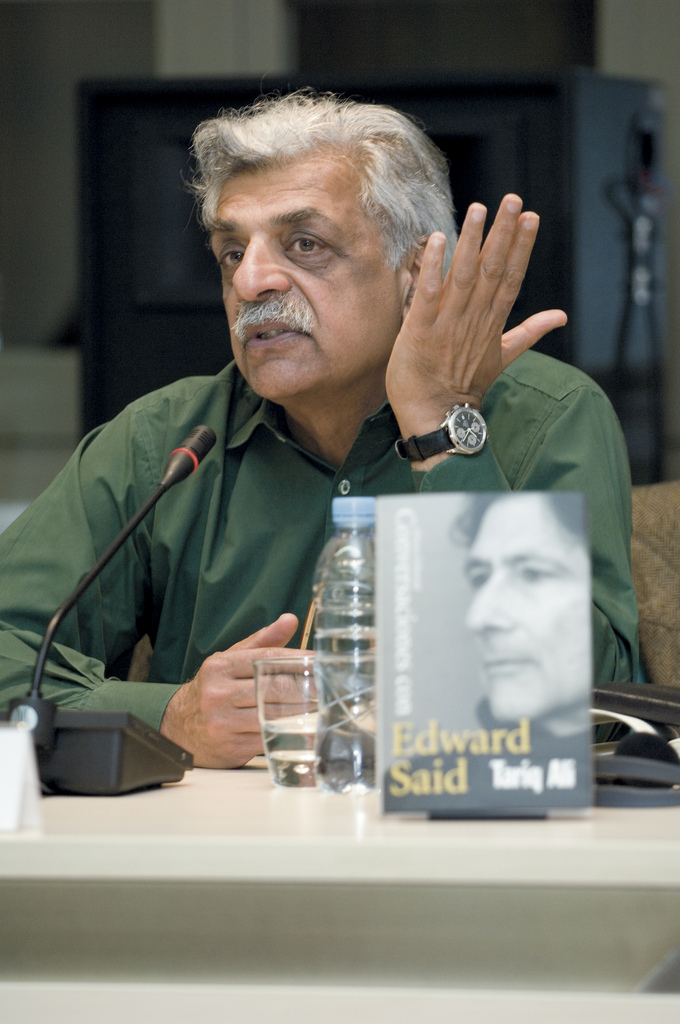
Tariq Ali, del trotskista IMG, fue una de las figuras británicas más prominentes de la Campaña de Solidaridad con Vietnam.

Una nueva generación de activistas políticos emergió, en parte a partir de las bases preparadas por el revisionismo temprano de los pensadores de la New Left, y tuvieron gran actividad en el seno de la oposición a la Guerra de Vietnam, siendo uno de los movimientos más activos la Campaña de Solidaridad con Vietnam, fundada por la asociación que posteriormente fue conocida como el Grupo Marxista Internacional o IMG. Esto fue transformador para la extrema izquierda británica: el activismo antibélico había radicalizado la política estudiantil y llevó a la repolitización de la Unión Estudiantil Nacional británica. Además, las protestas de 1968 tuvieron un gran efecto en Occidente. La asociación Socialistas Internacionales, futuro Partido Socialista de los Trabajadores, fundado por Tony Cliffs y de tendencia trotskista, logró reclutar muchos estudiantes,  mientras que el grupo de Healy salió perjudicado al oponerse a las protestas.
A principios de los años 1970, en la Europa continental hubo casos en los que grupos de extrema izquierda se convirtienron en grupos paramilitares, como es el caso de las Brigadas Rojas en Italia o el grupo Baader-Meinhof en Alemania. Exceptuando al grupo anarcocomunista Brigada Iracunda, esta radicalización no tuvo una aceptación notable en la extrema izquierda británica. Aun así, hubo algunas conexiones (principalmente ideológicas) con el conflicto de Irlanda del Norte y el movimiento por los derechos civiles en la misma zona. Por ejemplo,la Asociación Connolly de C. Desmond Greaves (parte del CPGB) tuvo una influencia ideológica en el giro hacia el marxismo leninismo del Sinn Féin y del Ejército Republicano Irlandés (quienes, tras la fractura en el movimiento republicano, se convirtieron en el IRA Oficial)  De hecho, el autor del atentado de Aldershot de 1972 había pasado tiempo en las filas del maoísta CDRCU. Los Provisionales, no comunistas y que encabezaron la campaña republicana, obtuvieron un "apoyo crítico" desde algunos grupos trotskistas, principalmente del IMG bajo la idea del antiimperialismo, y de la Democracia Popular trotskista bastante después.
Para el CPGB, la importancia de 1968 era otra. En parte fue una reedición de 1956, ya que los tanques soviéticos volvieron a entrar en Checoslovaquia bajo la doctrina Brézhnev para aplacar la Primavera de Praga. Esta vez, la oposición interna más liberal y reformista (conocidos ahora como los eurocomunistas) se mantuvieron en el partido, y para mediados de los años 70 habían logrado cambiar el rumbo del partido hacia una dirección en gran parte facilitado por la previa New Left. Los eurocomunistas gramscianos pusieron como prioridad la política "cultural" de los nuevos movimientos sociales, tales como el feminismo, el ecologismo, las campañas antirracistas, la política estudiantil y los derechos del colectivo LGTB por delante de la lucha de la clase obrera. Fueron figuras clave en este empujón eurocomunista Dave Cook, Sue Slipman y aquellos relacionados con la revista mensual teórica del CPGB, Marxism Today, dirigida por Martin Jacques. Debido a este giro eurocomunista, varios grupos marxistas leninistas y antirrevisionistas se escindieron del partido, tales como el Partido Comunista de Gran Bretaña (Marxista-Leninista) de Reg Birch (inicialmente maoístas, más tarde hoxhaistas tras la ruptura sino-albanesa) en 1968 o el Nuevo Partido Comunista de Gran Bretaña de Sid French en 1977.
Los años 70 también fueron el inicio del crecimiento de la extrema derecha británica en torno al Frente Nacional y el Club Conservativo de los Lunes, este último más institucional. Los grupos trotskistas, que se constuyeron a partir de su nueva base estudiantil, intentaron desorganizar los grupos de extrema derecha que se estaban empezando a organizar, en algunos casos de forma física, a los cuales consideraban "racistas o fascistas". El IMG lideró la política "No Platform", por la cual se impuso un cordón sanitario a la extrema derecha impidiendo en la medida de lo posible que tuvieran forma de expresarse en público, mientras que el SWP creó grupos tales como la Liga Antinazi en 1975 y el festival Rock Contra el Racismo en 1976 (consiguiendo la presencia de grupos populares como The Clash) A pesar de que estaba controlado por el SWP, estos últimos grupos atrajeron a un amplio abanico de ideologías, no solo de la extrema izquierda, para protestar contra la extrema derecha. Por supuesto, la participación en temas relacionados con la política racial se volvieron más centrales durante este periodo, destacando la campaña contra el apartheid en Sudáfrica, el apoyo a los movimientos de Poder Negro, el enfoque antisionista al conflicto israelí-palestíno y un apoyo mayor al republicanismo irlandés. Esto condujo a algunas alianzas poco ortodoxas, tales como el RCG trotskista de David Yaffe apoyando a la Comecon soviética como una fuerza antiimperialista SWP-controlado, estos grupos últimos atrajeron una variedad más ancha de personas a sus protestas contra el ultraderechistas que justo activistas lejos izquierdos. De hecho, implicación en carrera-la política relacionada devenía más temática durante este periodo, incluyendo la campaña en contra apartheid en Sudáfrica, apoyando movimientos de poder Negro, un Anti-Zionist aproximación al Palestine-conflicto de Israel y soporte más lejano para republicanismo irlandés. Esto dirigió a algunos unorthodox alianzas, como David Yaffe  Trotskyist RCG apoyando la Unión Soviética  Comecon como fuerza de antiimperialismo (lo que condujo en 1978 al abandono del RCG de Frank Furedi y su RCP, creadores posteriormente de la revista Living Marxism).

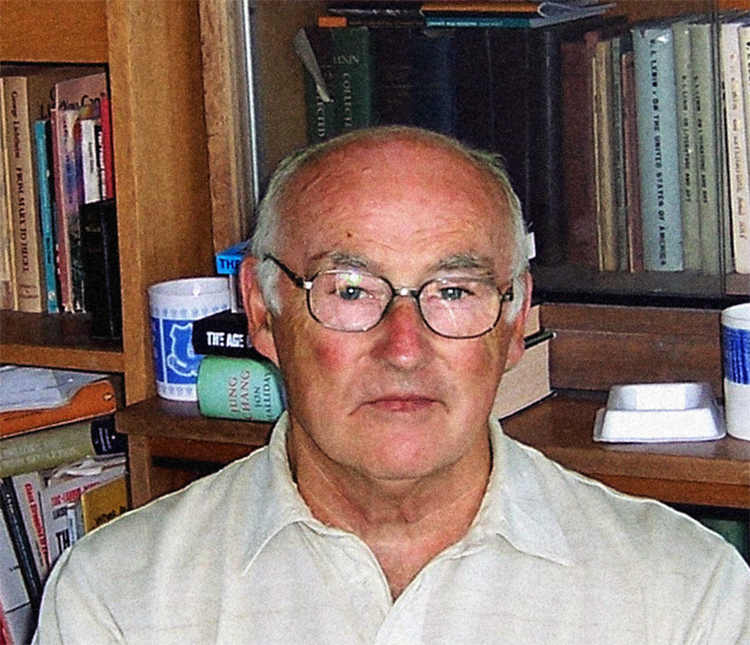
Peter Taaffe, Secretario General de Militancia. Tuvo una influencia significativa sobre la política del Ayuntamiento de Liverpool durante los años 80.

El descenso del CPGB y las divisiones internas entre eurocomunistas y tradicionalistas fueron claramente mostradas en las publicaciones del partido, ya que los eurocomunistas controlaban la revista mensual teórica del CPGB Marxism Today y los marxistas leninistas tenían el control editorial sobre el diario Morning Star. Tales divisiones hicieron difícil combatir el ascenso al poder de Margareth Thatcher y la aplicación de sus políticas económicas neoliberales que condujeron a la privatización de partes primordiales del sector industrial británico y la transición hacia una economía de servicio. Por ejemplo, durante la huelga minera de 1984 y 1985, la división entre el eurocomunista Marxism Today y el tradicional Morning Star supuso que prácticamente ningún programa a nivel nacional pudo ser desarrollado para apoyar al Sindicato Nacional de Mineros (NUM). Aunque la Unión Soviética ayudó, el presidente del NUM Arthur Scargill era más cercano a la izquierda laborista. En cambio, el entrismo trotskista fue más exitoso durante la década de 1980, gracias a la Tendencia Militante de Peter Taaffe y Ted Grant. Trabajando dentro del Partido Laborista, fueron capaces de conseguir que Terry Fields, Dave Nellist y Pat Wall fueran elegidos miembros del parlamento, así como también lograron una influencia considerable en el Ayuntamiento de Liverpool.

### Tras la disolución de la URSS: 1991 - presente
La disolución en 1991 de la Unión Soviética, el primer país socialista de la historia, tras las revoluciones de 1989 y la política de la Perestroika de Mijaíl Gorbachov que supusieron el final de la Guerra Fría, tuvieron un impacto colosal sobre el movimiento comunista mundial. En Gran Bretaña, la facción dentro del CPGB que todavía se declaraba marxista leninista ya se había escindido en 1988 para formar el Partido Comunista Británico bajo el liderazgo de Mike Hicks.  El liderazgo eurocomunista de Nina Temple disolvió oficialmente el CPGB en noviembre de 1991, abandonando cualquier pretensión de adhesión a las políticas marxistas leninistas. EL CPGB fue sustituido por el think tank postcomunista Democratic Left, que adoptó las ideas del feminismo, la política verde y el socialismo democrático. La facción restante, denominada Straight Left y bajo la dirección de Andrew Murray, continuaron con el nombre de Grupo de Unión Comunista, uniéndose al Partido Comunista Británico a mediados de los años 90. De igual forma, algunos miembros escoceses del CPGB fundaron en Glasgow en 1991 el Partido Comunista de Escocia, quienes abogaban por la independencia escocesa.

## Trabajos citados
- Adams, Ian (1998). Ideology and Politics in Britain Today. Manchester University Press. ISBN 0719050561.
- Alexander, Robert Jackson (1991). International Trotskyism, 1929-1985: A Documented Analysis of the Movement. Duke University Press. ISBN 082231066X.[1]
- Alexander, Robert Jackson (2001). Maoism in the Developed World. Greenwood Publishing Group. ISBN 0275961486.
- Andrews, Geoff (2004). Endgames and New Times: The Final Years of British Communism 1964–1991. Lawrence & Wishart. ISBN 0853159912.
- Callaghan, John (1987). The Far Left in British Politics. Wiley-Blackwell. ISBN 0631154892.
- Callaghan, John (1990). Socialism in Britain Since 1884. Blackwell. ISBN 0631164723.
- Copsey, Nigel (2016). Anti-Fascism in Britain. Routledge. ISBN 1317397614.
- Driver, Stephen (2011). Understanding British Party Politics. Polity. ISBN 074564077X.
- Eaden, James (2002). The Communist Party of Great Britain Since 1920. Palgrave. ISBN 0333949684.
- Johnson, Elliott (2014). Historical Dictionary of Marxism. Rowman & Littlefield. ISBN 1442237988.
- Laybourn, Keith (2005). Marxism in Britain: Dissent, Decline and Re-Emergence 1945-c.2000. Routledge. ISBN 0415322871.
- Smith, Evan (2014). Against the Grain: The British Far Left from 1956. Manchester University Press. ISBN 1526107341.
- Thorpe, Andrew (2000). The British Communist Party and Moscow, 1920–43. Manchester University Press. ISBN 0719053129.
- Virdee, Satnam (2014). Racism, Class and the Racialized Outsider. Palgrave Macmillan. ISBN 1137439483.

## Lectura adicional
- Baker, Blake (1981). The Far Left. Butler & Tanner. ISBN 0297780336.
- Barltrop, Robert (1975). The Monument: The Story of the Socialist Party of Great Britain. Pluto Press. ISBN 0904383008.[2]
- Beckett, Francis (1998). Enemy within: Rise and Fall of the British Communist Party. Merlin Press. ISBN 0850364779.
- Bone, Ian (1991). Class War: A Decade of Disorder. Verso. ISBN 0860915581.
- Bornstein, Sam (1986). Against the Stream: A History of the Trotskyist Movement in Britain 1924-1938. Socialist Platform/Merlin. ISBN 0850366003.
- Bornstein, Sam (1986). War and the International: A History of the Trotskyist Movement in Britain, 1937-1949. Socialist Platform. ISBN 0950842338.
- Buchanan, Tom (2012). East Wind: China & the British Left, 1925-1976. Oxford University Press. ISBN 0199570337.
- Callaghan, John (1984). British Trotskyism: Theory and Practice. Basil Blackwell. ISBN 0855207426.
- Challinor, Raymond (1977). The Origins of British Bolshevism. Rowman & Littlefield. ISBN 0874719852.[3]
- Chun, L. (1993). The British New Left. Edinburgh University Press. ISBN 0748604227.
- Crick, Martin (1994). The History of the Social-Democratic Federation. Ryburn Pub., Keele University Press. ISBN 1853310913.
- Crick, Michael (2016). Militant. Biteback. ISBN 1785900293.
- Dewar, Hugo (1976). Communist Politics in Britain: The CPGB from its Origin to the Second World War. Pluto Press. ISBN 0904383040.
- Dworkin, Dennis (1997). Cultural Marxism in Post-War Britain. Duke University Press. ISBN 0822319144.
- Franks, Benjamin (2006). Rebel Alliances: The Means and Ends of Contemporary British Anarchisms. AK Press. ISBN 1904859402.
- Grant, Ted (2002). History of British Trotskyism. Well Red Publications. ISBN 190000710X.
- Hayes, Mark (2005). The British Communist Left 1914-45: A Contribution to the History of the Revolutionary Movement. ICC. ISBN 1897980116.
- Higgins, Jim (2012). More Years For the Locust. Unkant. ISBN 0956817637.[4] (Originally published 1997)
- Hodgson, Keith (2011). Fighting Fascism: the British Left and the Rise of Fascism, 1919-39. Manchester University Press. ISBN 0719091217.
- Holton, Bob (1977). British Syndicalism 1900-1914. Pluto Press. ISBN 0904383229.
- Jones, Bob (1991). Left-wing communism in Britain 1917-21: An infantile disorder?. Pirate Press.[5]
- Jupp, James (1982). The Radical Left in Britain: 1931-1941. Frank Cass. ISBN 071463123X.
- Kelly, John (2017). Contemporary Trotskyism: Parties, Sects and Social Movements in Britain. Routledge. ISBN 1138943797.
- Kendall, Walter (1969). Revolutionary Movement in Britain, 1900–21. Littlehampton Book Services. ISBN 0297762214.
- Kenny, Michael (1995). First New Left: British Intellectuals After Stalin. Lawrence & Wishart. ISBN 0853157979.
- Laybourn, Keith (1999). Under the Red Flag: The History of Communism in Britain. Sutton Publishing. ISBN 0750914858.
- MacIntyre, Stuart (1980). A Proletarian Science: Marxism in Britain 1917-1933. Cambridge University Press. ISBN 052122621X. (reprint: Lawrence & Wishart, 1986)
- Morgan, Kevin (2005). Communists and British Society 1920–1991: People of a Special Mould. Rivers Oram Press. ISBN 1854891448.
- Pearce, Brian (1995). A History of Communism in Britain. Bookmarks. ISBN 1898876096.
- Quail, John (1978). The Slow Burning Fuse: The Lost History of the British Anarchists. Paladin. ISBN 0586082255. (reprint: Freedom Press, 2017)
- Ray, Rob (2018). A Beautiful Idea: History of the Freedom Press Anarchists. Freedom Press. ISBN 1904491308.
- Shipley, Peter (1983). Militant Tendency: Trotskyism in the Labour Party. Foreign Affairs Publishing Company. ISBN 0900380330.
- Shipley, Peter (1976). Revolutionaries in Modern Britain. Bodley Head. ISBN 037011311X.
- Smith, Evan (2014). Against the Grain: The British Far Left from 1956. Manchester University Press. ISBN 0719095905.
- Smith, Evan (2017). Waiting for the Revolution: The British Far Left from 1956. Manchester University Press. ISBN 1526113651.
- Thompson, Willie (1992). The Good Old Cause, British Communism 1920–1991. Pluto Press. ISBN 0745305792.
- Tomlinson, John (1981). Left, Right: The March of Political Extremism in Britain. Calder Publications. ISBN 0714538558.
- Upham, Martin. The History of British Trotskyism to 1949. Unpublished thesis, 1980.[6]
- Widgery, David (1976). The Left in Britain 1956-1968. Penguin. ISBN 0140550992.

- Datos: Q28225246

1. ↑  https://archive.org/details/robert-j-alexander-international-trotskyism-1929-1985-a-documentary-history-of-the-movement
2. ↑  https://libcom.org/library/monument-story-socialist-party-great-britain
3. ↑  https://www.marxists.org/history/etol/writers/challinor/1977/british-bolshevism/index.htm
4. ↑  https://www.marxists.org/archive/higgins/1997/locust/index.htm
5. ↑  https://libcom.org/files/Left-wing%20communism%20in%20Britain%201917-21.._0.pdf
6. ↑  https://www.marxists.org/history/etol/revhist/upham/upmen.htm